# Spider-Man and Venom: Maximum Carnage
Spider-Man and Venom: Maximum Carnage è un picchiaduro a scorrimento per Super Nintendo e Mega Drive, sviluppato dalla Software Creations e pubblicato dalla LJN (una sussidiaria della Acclaim) nel 1994. Il videogioco, basato su un arco narrativo del fumetto che include Spider-Man, Venom, ed altri personaggi dell'universo Marvel come Captain America, Gatta Nera, Iron Fist, Cloak e Dagger, Deathlok, Morbius, e Firestar, tutti alleati nella lotta comune contro il gruppo di nemici guidati da Carnage, che include Shriek, Doppelganger, Demogoblin e Carrion.
Maximum Carnage è principalmente conosciuto in quanto uno dei primi videogiochi ad essere direttamente basato su un fumetto, e non semplicemente ispirato ai personaggi di un universo immaginario, come spesso accadeva nei videogiochi d'azione/avventura. Fra un livello di gioco ed un altro vengono mostrate delle sequenze semi-animate, in cui vengono mostrate vignette prese direttamente dal fumetto.
Il videogioco ha avuto un sequel intitolato Venom/Spider-Man: Separation Anxiety.
La colonna sonora del videogioco utilizza musiche composte dai Green Jellÿ. Il brano presente nella schermata iniziale è la prima traccia dell'album 333 e si intitola Carnage Rules. Tuttavia, per via dello stato tecnologico della musica dei videogiochi dell'epoca, si tratta non di musica registrata ma di una semplice interpretazione computerizzata.